# Côte de Borchgrevink
La côte de Borchgrevink (en anglais : Borchgrevink Coast) est la région côtière de la Terre Victoria, en Antarctique, entre le cap Adare et le cap Washington.
Nommée par le New Zealand Antarctic Place-Names Committee (NZ-APC) en 1961 d'après l'explorateur Carsten Borchgrevink, membre de l'expédition d'Henryk Bull (1894–1895) puis chef de l'expédition Southern Cross (1898–1900).